# Steve Carell
Steven John "Steve" Carell (* 16. srpna 1962, Concord, Massachusetts) je americký herec, komik, filmový a televizní producent a scenárista, který se v letech 1999–2004 stal známým jako korespondent televizní show The Daily Show with Jon Stewart. V roce 2005 získal hlavní roli v americké adaptaci britského seriálu Kancl. Následovalo několik úspěšných filmů, jako Božský Bruce, Božský Evan, Zprávař, 40 let panic, Dan in Real Life, Horton, Malá Miss Sunshine a Dostaňte agenta Smarta.
Časopisem Life Magazine byl nominován na nejzábavnějšího muže Ameriky. V roce 2006 získal cenu Zlatý glóbus v kategorii nejlepší herec v televizní komedii za svoji roli Michaela Scotta v seriálu Kancl.

## Carellovo mládí
Je nejmladším ze čtyř synů. Narodil se v Concordu v Massachusetts, ale brzo po narození se s rodiči přestěhovali do města Acton. Jeho matka, Harriet T. (rozená Kochová) byla ošetřovatelka na psychiatrii, a jeho otec, Edwin A. Carell pracoval jako elektrotechnik. Jeho dědeček z otcovy strany byl Ital. Narodil se s příjmením "Caroselli", které si poté nechal zkrátit na "Carell".
Studoval Fenn School a Middlesex School a navštěvoval univerzitu Denison v Granville, ve státě Ohio. Původně se chtěl stát hlasatelem v WDUB, rozhlasové stanici v Granvillu.

## Kariéra
Tvrdí, že než se stal hercem, pracoval jako pošťák ve městě Littleton v Massachusetts. Toto si však odporuje s tvrzením zaměstnanců littletonského poštovního úřadu. Jeho zaměstnavatel mu však údajně řekl, že není dobrým pošťákem, a tak tuto práci opustil. Hodlal absolvovat právnickou školu, ale protože nevěděl, jaké důvody ho k tomu vedou (a neměl tedy co napsat do přihlášky pod tuto otázku), vzdal i toto. Z počátku své herecké kariéry působil v putovní dětské divadelní společnosti, a později v komediálním muzikálu Knat Scat Private Eye (Soukromé očko Knat Scat). V roce 1991 získal svou první malou roli ve filmu Kudrnatá Sue, kde ztvárnil postavu Tesia.
Carell se dostal do povědomí veřejnosti jako korespondent pro The Daily Show with Jon Stewart mezi lety 1999 a 2005, s mnoha pravidelnými segmenty jako například Even Stevphen se Stephenem Colbertem, či Produce Pete. Od roku 2004 ztvárnil v americké adaptaci britského seriálu Kancl regionálního manažera v pobočce fiktivní společnosti Dunder Mifflin Paper Company Michaela Scotta. Zde účinkoval do konce 7 řady, odvysílané v letech 2010–2011.
Po několika menších filmových rolích zazářil v úspěšné komedii 40 let panic. Následovaly Malá Miss Sunshine, Božský Evan, Dan in Real Life nebo Dostaňte agenta Smarta. Mezitím také zazněl jeho hlas ve dvou počítačově animovaných filmech, Za plotem a Horton.
V roce 2012 si zahrál, společně s Meryl Streep a Tommy Lee Jonesem, ve filmu Druhá šance. Kde ztvárnil manželského poradce doktora Bernarda Felba. Svůj hlas propůjčil filmům Já, padouch a Já, padouch 2.
V roce 2014 získal roli ve filmu Hon na lišku. Film měl premiéru na Filmovém festivalu v Cannes a získal pozitivní kritiku. Za roli získal nominace na Zlatý glóbus a Oscara. V roce 2017 si zahrál po boku Emmy Stoneové ve filmu Souboj pohlaví. V roce 2018 si zahrál Davida Sheffa ve filmu Beautiful Boy, po boku Timothée Chalameta.

## Filmografie

### Film
| Rok  | Název                                                    | Role                                  | Poznámky |
| ---- | -------------------------------------------------------- | ------------------------------------- | --- |
| 1991 | Kudrnatá Sue                                             | Tesio                                 | |
| 2003 | Božský Bruce                                             | Evan Baxter                           | |
| 2004 | Zprávař: Příběh Rona Burgundyho                          | Brick Tamland                         | Nominace – MTV Movie Award za Nejlepší tým (s Willem Ferrellem, Davidem Koechnerem, Paulem Ruddem a Fredem Armisenem) Nominace – MTV Movie Award za Nejlepší hudební vystoupení (s Willem Ferrelem, Davidem Koechnerem, Paulem Ruddem a Fredym Armisenem) |
| 2004 | Konec snění                                              | strážník Sherman                      | |
| 2004 | Wake Up, Ron Burgundy: The Lost Movie                    | Brick Tamland                         | |
| 2005 | Melinda a Melinda                                        | Walt Wagner                           | |
| 2005 | Moje krásná čarodějka                                    | strýček Arthur                        | |
| 2005 | 40 let panic                                             | Andy Stitzer                          | Také scenárista a exkluzivní producent MTV Movie Award za Nejlepší komediální vystoupení Nominace – MTV Movie Award za Nejlepší vystoupení Nominace – MTV Movie Award za Nejlepší tým (s Romany Malco, Sethem Rogenem a Paulem Ruddem) Nominace – Writers Guild of America Award za Nejlepší originální scénář (s Judd Apatow) |
| 2006 | Za plotem                                                | Hammy (hlas)                          | |
| 2006 | Malá Miss Sunshine                                       | Frank Ginsburg                        | Phoenix Film Critics Society Award za Nejlepší obsazení Screen Actors Guild Award za Nejlepší obsazení 2. místo – Central Ohio Film Critics Associaton 3. místo – New York Film Critics Circle Award za Nejlepšího herce ve vedlejší roli Nominace – Gotham Awards za Nejlepší obsazení Nominace – St. Louis Gateway Film Critics Association Award za Nejlepšího herce ve vedlejší roli Nominace – Vancouver Film Critics Circle Award za Nejlepšího herce ve vedlejší roli |
| 2007 | Božský Evan                                              | Evan Baxter                           | Teen Choice Award za Nejlepší výkřik Nominace – Teen Choice Award za Nejlepšího herce v komedii Nominace – Teen Choice Award za Nejlepší výbuch vzteku |
| 2007 | Zbouchnutá                                               | Sám sebe                              | |
| 2007 | Dan in Real Life                                         | Dan Burns                             | |
| 2008 | Horton                                                   | Ned McDodd: starosta Kdovíkova (hlas) | |
| 2008 | Dostaňte agenta Smarta                                   | Maxwell Smart                         | Také exkluzivní producent Nominace – MTV Movie Award za Nejlepší komediální vystoupení |
| 2010 | Noční rande                                              | Phil Foster                           | Nominace – People's Choice Award za Nejlepší tým (s Tinou Fey) Nominace – Teen Choice Award za Nejlepšího herce v komedii Nominace – Teen Choice Award za Nejlepší tanec (s Tinou Fey) |
| 2010 | Já, padouch                                              | Gru (hlas)                            | Nominace – Annie Award za Hlas Nominace – Kids' Choice Award za Nejlepšího buttkickera |
| 2011 | Bláznivá, zatracená láska                                | Cal                                   | Také producent Nominace – Teen Choice Award za Nejlepší výbuch vzteku Nominace – Teen Choice Award za Nejlepší chemii (s Ryanem Goslingem) |
| 2012 | Druhá šance                                              | Dr. Bernie Feld                       | |
| 2012 | Hledám přítele pro konec světa                           | Dodge Peterson                        | Nominace – EDA Award – Speciální cena za největší věkový rozdíl mezi hlavní postavou a jeho přítelkyní (s Keirou Knightley) |
| 2013 | Já, padouch 2                                            | Gru (hlas)                            | Nominace – Anne Award za Hlas Nominace – Kids Choice Award za Nejlepší hlas v animovaném filmu Nominace – Teen Choice Award za Nejlepší záchvat vzteku |
| 2013 | Nezapomenutelné prázdniny                                | Trent                                 | Nominace – Phoenix Film Critics Society Award za Nejlepší obsazení |
| 2013 | Zprávař 2 – Legenda pokračuje                            | Brick Tamland                         | Nominace – American Comedy Award za Nejlepšího herce ve vedlejší roli Nominace – MTV Movie Award za Nejlepší souboj Nominace – MTV Movie Award za WTF moment |
| 2013 | Kouzelníci                                               | Burt Wonderstone                      | |
| 2014 | Hon na lišku                                             | John Eleuthère du Pont                | Santa Barbara International Film Festival Award za Herce roku Hollywood Film Award za Nejlepší obsazení Gotham Award za Nejlepší obsazení Spirit Award – Speciálnícena Palm Springs Film Festival Creative Impact in Acting Award Čeká se – Oscar za Nejlepšího herce Čeká se – BAFTA Award za Nejlepšího herce ve vedlejší roli Čeká se – Satellite Award za Nejlepšího herce ve filmu Čeká se – Screen Actors Guild Award za Nejlepšího herce v hlavní roli Čeká se – AACTA International Award za Nejlepšího herce Nominace – Zlatý glóbus za Nejlepšího herce v dramatickém filmu |
| 2014 | Alexandr a jeho opravdu hodně špatný a příšerně blbý den | Ben Cooper                            | Nominace – Kid's Choice Award v kategorii Nejlepší filmový herec |
| 2015 | Všechno, co mám                                          | Steven Goldstein                      | |
| 2015 | Mimoni                                                   | Malý Gru (hlas)                       | |
| 2015 | Sázka na nejistotu                                       | Mark Baum                             | National Board of Review Award v kategorii Nejlepší obsazení Washington D.C. Area Film Critics Association v kategorii Nejlepší obsazení Nominace – AACTA Award v kategorii Nejlepší herec Nominace – Awards Circuit Community Award v kategorii Nejlepší obsazení Nominace – Critics' Choice Movie Award v kategorii Nejlepší herec v komediálním filmu Nominace – Critics' Choice Movie Award v kategorii Nejlepší filmové obsazení Nominace – Indiana Film Journalist Award v kategorii Nejlepší herec ve vedlejší roli Nominace – Kansas City Film Critics Circle Award v kategorii Nejlepší herec Nominace – Screen Actors Guild Award v kategorii Nejlepší filmové obsazení Nominace – Zlatý Glóbus v kategorii Nejlepší filmový herec – muzikál nebo komedie |
| 2016 | Café society                                             | Phil                                  | |
| 2017 | Souboj pohlaví                                           | Bobby Riggs                           | |
| 2017 | Too Funny to Fail                                        | sám sebe                              | |
| 2017 | Poslední mise                                            | Larry "Doc" Shepherd                  | |
| 2017 | Já, padouch 3                                            | Gru (hlas)                            | |
| 2018 | Beautiful Boy                                            | David Sheff                           | |
| 2018 | Vice                                                     | Donald Rumsfeld                       | |
| 2018 | Vítejte v Marwenu                                        | Mark Hogancamp                        | |
| 2020 | Neodolatelný                                             | Gary Zimmer                           | |
| 2022 | Mimoni: Padouch přichází                                 | Gru (hlas)                            | |
| 2024 | Imaginární přátelé                                       | Modrous (hlas)                        | |
| 2024 | Já, padouch 4                                            | Gru (hlas)                            | |

### Televize
| Rok             | Název                                  | Role                     | Poznámky                                                     |
| --------------- | -------------------------------------- | ------------------------ | ------------------------------------------------------------ |
| 1996            | The Dana Carvey Show                   | různé role               | 8 dílů, také scenárista                                      |
| 1996–2011, 2018 | Saturday Night Live                    | Gary, Velká hlava (hlas) | 15 dílů                                                      |
| 1997            | Over the Top                           | Yorgo Galfanikos         | 12 dílů                                                      |
| 1998            | Třeba mě sežer                         | pan Weiland              | díl: „Funny Girl“                                            |
| 1999–2004       | The Daily Show                         | korespondent             | 277 dílů                                                     |
| 2000            | Strangers with Candy                   | učitel                   | díl: „Behind Blank Eyes“                                     |
| 2002–03         | Watching Ellie                         | Edgar                    | 16 dílů                                                      |
| 2004            | Filmore!                               | pan Delancey (hlas)      | díl: „Field Trip of the Just“                                |
| 2004            | Come to Papa                           | Blevin                   | 4 díly                                                       |
| 2005–11, 2013   | Kancl                                  | Michael Scott            | hlavní role, 149 dílů, scenárista (2 díly), režisér (3 díly) |
| 2007            | The Naked Trucker and T-Bones Show     | Brian                    | díl: „T-Bones TV“                                            |
| 2011            | Life's Too Short                       | sám sebe                 | díl: „1.4“                                                   |
| 2012            | Simpsonovi                             | Dan Gillick (hlas)       | díl: „Penny-Wiseguys“                                        |
| 2013            | Terapie online                         | Jackson Pickett          | 3 díly                                                       |
| 2014            | The Tonight Show Starring Jimmy Fallon | sám sebe/moderátor       | díl: „Mark Wahlberg/Kevin Nealon“                            |
| 2016–2019       | Angie Tribeca                          |                          | tvůrce, výkonný producent, scenárista, režisér               |
| 2019            | The Kelly Clarkson Show                | Sám sebe                 | 1 díl                                                        |
| 2019–2021       | The Morning Show                       | Mitch Kessler            | hlavní role, 13 dílů                                         |
| 2020–2022       | Jednotky vesmírného nasazení           | Mark R. Naird            | hlavní role, také tvůrce a výkonný producent                 |

### Videohry
| Rok  | Název                   | Role       | Poznámky |
| ---- | ----------------------- | ---------- | -------- |
| 2002 | Outlaw Golf             | komentátor |          |
| 2003 | Outlaw Volleyball       | komentátor |          |
| 2010 | Despicable Me: The Game | Gru        |          |